# Leichtathletik-Halleneuropameisterschaften 1983
Die 14. Leichtathletik-Halleneuropameisterschaften fanden am 5. und 6. März 1983 in der ungarischen Hauptstadt Budapest statt. Austragungsort war das Budapest Sportcsarnok.

## Ergebnisse Männer

### 60 m
| Platz | Athlet             | Land | Zeit (s) |
| ----- | ------------------ | ---- | -------- |
| 1     | Stefano Tilli      | ITA  | 6,63     |
| 2     | Christian Haas     | FRG  | 6,64     |
| 3     | Walentin Atanassow | BUL  | 6,66     |
| 4     | Antoine Richard    | FRA  | 6,66     |
| 5     | Wiktor Bryshin     | URS  | 6,69     |
| 6     | Arkadiusz Janiak   | POL  | 6,70     |

Finale am 5. März

### 200 m
| Platz | Athlet             | Land | Zeit (s) |
| ----- | ------------------ | ---- | -------- |
| 1     | Alexandr Jewgenjew | URS  | 20,97    |
| 2     | Jacques Borlée     | BEL  | 21,13    |
| 3     | István Nagy        | HUN  | 21,18    |
| 4     | Peter Klein        | FRG  | 21,41    |
| 5     | Ferenc Kiss        | HUN  | 21,57    |

Finale am 6. März

### 400 m
| Platz | Athlet           | Land | Zeit (s) |
| ----- | ---------------- | ---- | -------- |
| 1     | Jewgeni Lomtew   | URS  | 46,20    |
| 2     | Ainsley Bennett  | GBR  | 46,43    |
| 3     | Ángel Heras      | ESP  | 46,57    |
| 4     | Christoph Trappe | FRG  | 46,62    |
| 5     | Dušan Malovec    | TCH  | 46,65    |

Finale am 6. März

### 800 m
| Platz | Athlet             | Land | Zeit (min) |
| ----- | ------------------ | ---- | ---------- |
| 1     | Colomán Trabado    | ESP  | 1:46,91    |
| 2     | Peter Elliott      | GBR  | 1:47,58    |
| 3     | Thierry Tonnellier | FRA  | 1:47,68    |
| 4     | Petru Drăgoescu    | ROU  | 1:47,91    |
| 5     | Binko Kolew        | BUL  | 1:51,94    |
| 6     | Andrès Garcia      | FRA  | 2:04,91    |

Finale am 6. März

### 1500 m
| Platz | Athlet              | Land | Zeit (min) |
| ----- | ------------------- | ---- | ---------- |
| 1     | Thomas Wessinghage  | FRG  | 3:39,82    |
| 2     | José Manuel Abascal | ESP  | 3:40,39    |
| 3     | Antti Loikkanen     | FIN  | 3:41,31    |
| 4     | Peter Wirz          | SUI  | 3:41,95    |
| 5     | Claudio Patrignani  | ITA  | 3:41,99    |
| 6     | Andreas Baranski    | FRG  | 3:42,54    |
| 7     | Jaime López         | ESP  | 3:42,96    |
| 8     | Tamás Szabó         | HUN  | 3:44,85    |

Finale am 6. März

### 3000 m
| Platz | Athlet                | Land | Zeit (min) |
| ----- | --------------------- | ---- | ---------- |
| 1     | Dragan Zdravković     | YUG  | 7:54,73    |
| 2     | Waleri Abramow        | URS  | 7:57,79    |
| 3     | Uwe Mönkemeyer        | FRG  | 7:58,11    |
| 4     | Lubomír Tesáček       | TCH  | 7:58,72    |
| 5     | Ari Paunonen          | FIN  | 7:59,53    |
| 6     | Christos Papachristos | GRE  | 8:00,10    |
| 7     | László Szász          | HUN  | 8:00,20    |
| 8     | Hagen Melzer          | GDR  | 8:00,74    |

Finale am 6. März

### 60 m Hürden
| Platz | Athlet            | Land | Zeit (s) |
| ----- | ----------------- | ---- | -------- |
| 1     | Thomas Munkelt    | GDR  | 7,48     |
| 2     | Arto Bryggare     | FIN  | 7,60     |
| 3     | Andreas Oschkenat | GDR  | 7,63     |
| 4     | Axel Schaumann    | FRG  | 7,64     |
| 5     | György Bakos      | HUN  | 7,64     |
| 6     | Romuald Giegiel   | POL  | 7,70     |

Finale am 6. März

### Hochsprung
| Platz | Athlet                 | Land | Höhe (m) |
| ----- | ---------------------- | ---- | -------- |
| 1     | Carlo Thränhardt       | FRG  | 2,32     |
| 2     | Gerd Nagel             | FRG  | 2,30     |
| 3     | Mirosław Włodarczyk    | POL  | 2,27     |
| 4     | Massimo Di Giorgio     | ITA  | 2,27     |
| 5     | Hennadij Awdjejenko    | URS  | 2,27     |
| 6     | Andreas Surbeck        | FRG  | 2,27     |
| 7     | Eugen-Cristian Popescu | ROU  | 2,24     |
| 8     | Dariusz Zielke         | POL  | 2,24     |

Finale am 5. März

### Stabhochsprung
| Platz | Athlet               | Land | Höhe (m) |
| ----- | -------------------- | ---- | -------- |
| 1     | Wladimir Poljakow    | URS  | 5,60     |
| 2     | Aleksandrs Obižajevs | URS  | 5,60     |
| 3     | Patrick Abada        | FRA  | 5,55     |
| 4     | Atanas Tarew         | BUL  | 5,55     |
| 5     | Tadeusz Ślusarski    | POL  | 5,50     |
| 6     | Miro Zalar           | SWE  | 5,45     |
| 7     | František Jansa      | TCH  | 5,40     |
| 8     | Peter Volmer         | FRG  | 5,40     |

Finale am 6. März

### Weitsprung
| Platz | Athlet               | Land | Weite (m) |
| ----- | -------------------- | ---- | --------- |
| 1     | László Szalma        | HUN  | 7,95      |
| 2     | Gyula Pálóczi        | HUN  | 7,90      |
| 3     | Jens Knipphals       | FRG  | 7,82      |
| 4     | Antonio Corgos       | ESP  | 7,78      |
| 5     | Andrzej Klimaszewski | POL  | 7,76      |
| 6     | Jarmo Kärnä          | FIN  | 7,73      |
| 7     | Dimitrios Delifotis  | GRE  | 7,73      |
| 8     | Jordan Janew         | BUL  | 7,71      |

Finale am 6. März

### Dreisprung
| Platz | Athlet               | Land | Weite (m) |
| ----- | -------------------- | ---- | --------- |
| 1     | Mykola Mussijenko    | URS  | 17,12     |
| 2     | Henads Waljukewitsch | URS  | 16,94     |
| 3     | Béla Bakosi          | HUN  | 16,90     |
| 4     | Ján Čado             | TCH  | 16,60     |
| 5     | Jaak Uudmäe          | URS  | 16,56     |
| 6     | Dario Badinelli      | ITA  | 16,23     |
| 7     | Christo Markow       | BUL  | 16,06     |
| 8     | Roberto Mazzucato    | ITA  | 15,99     |

Finale am 5. März

### Kugelstoßen
| Platz | Athlet                | Land | Weite (m) |
| ----- | --------------------- | ---- | --------- |
| 1     | Jānis Bojārs          | URS  | 20,56     |
| 2     | Alexandr Baryschnikow | URS  | 20,44     |
| 3     | Ivan Ivančić          | YUG  | 20,26     |
| 4     | Josef Kubeš           | TCH  | 19,53     |
| 5     | Vladimir Milić        | YUG  | 19,21     |
| 6     | Erwin Weitzl          | AUT  | 18,69     |
| 7     | Olli Kanervisto       | FIN  | 18,53     |
| 8     | Remigius Machura      | TCH  | 18,47     |

Finale am 5. März

### 5000 m Gehen (Demonstrationswettbewerb)
| Platz | Athlet            | Land | Zeit (min) |
| ----- | ----------------- | ---- | ---------- |
| 1     | Anatolij Solomin  | URS  | 19:19,93   |
| 2     | Jewgeni Jewsjukow | URS  | 19:41,66   |
| 3     | Erling Andersen   | NOR  | 20:00,68   |
| 4     | Steve Barry       | GBR  | 20:08,04   |
| 5     | Endre Andrásfai   | HUN  | 20:16,33   |
| 6     | Zoltán Farkas     | HUN  | 20:36,75   |
| 7     | József Szűcs      | HUN  | 21:35,92   |
|       | Martin Toporek    | AUT  | DQ         |

## Ergebnisse Frauen

### 60 m
| Platz | Athletin               | Land | Zeit (s) |
| ----- | ---------------------- | ---- | -------- |
| 1     | Marlies Göhr           | GDR  | 7,09     |
| 2     | Silke Gladisch         | GDR  | 7,12     |
| 3     | Marisa Masullo         | ITA  | 7,19     |
| 4     | Beverly Kinch          | GBR  | 7,19     |
| 5     | Bärbel Schölzel        | GDR  | 7,24     |
| 6     | Marie-Christine Cazier | FRA  | 7,38     |

Finale am 6. März

### 200 m
| Platz | Athletin          | Land | Zeit (s) |
| ----- | ----------------- | ---- | -------- |
| 1     | Marita Koch       | GDR  | 22,39    |
| 2     | Joan Baptiste     | GBR  | 23,37    |
| 3     | Christina Sussiek | FRG  | 23,61    |
| 4     | Els Vader         | NED  | 23,64    |
|       | Raissa Machowa    | URS  | DNF      |

Finale am 5. März

### 400 m
| Platz | Athletin              | Land | Zeit (s) |
| ----- | --------------------- | ---- | -------- |
| 1     | Jarmila Kratochvílová | TCH  | 49,69    |
| 2     | Kirsten Siemon        | GDR  | 51,70    |
| 3     | Rossiza Stamenowa     | BUL  | 52,36    |
| 4     | Judit Forgács         | HUN  | 53,86    |
| 5     | Karoline Käfer        | AUT  | 53,92    |

Finale am 6. März

### 800 m
| Platz | Athletin           | Land | Zeit (min) |
| ----- | ------------------ | ---- | ---------- |
| 1     | Swetlana Kitowa    | URS  | 2:01,28    |
| 2     | Zuzana Moravčíková | TCH  | 2:01,66    |
| 3     | Olga Simakowa      | URS  | 2:02,25    |
| 4     | Doina Melinte      | ROU  | 2:02,70    |
| 5     | Ines Vogelgesang   | GDR  | 2:03,11    |
| 6     | Jane Finch         | GBR  | 2:03,21    |

Finale am 6. März

### 1500 m
| Platz | Athletin              | Land | Zeit (min) |
| ----- | --------------------- | ---- | ---------- |
| 1     | Brigitte Kraus        | FRG  | 4:16,14    |
| 2     | Maria Radu            | ROU  | 4:17,16    |
| 3     | Ivana Kleinová        | TCH  | 4:17,21    |
| 4     | Gabriella Dorio       | ITA  | 4:17,42    |
| 5     | Anne-Marie Van Nuffel | BEL  | 4:20,73    |
| 6     | Jelena Sipatowa       | URS  | 4:24,19    |
| 7     | Zita Ágoston          | HUN  | 4:27,74    |

Finale am 6. März

### 3000 m
| Platz | Athletin           | Land | Zeit (min) |
| ----- | ------------------ | ---- | ---------- |
| 1     | Jelena Sipatowa    | URS  | 9:04,40    |
| 2     | Agnese Possamai    | ITA  | 9:04,41    |
| 3     | Jelena Malychina   | URS  | 9:04,52    |
| 4     | Vera Michallek     | FRG  | 9:06,71    |
| 5     | Ilona Jankó        | HUN  | 9:30,28    |
| 6     | Margherita Gargano | ITA  | 9:32,56    |
| 7     | Doris Weilharter   | AUT  | 9:35,65    |

Finale am 6. März

### 60 m Hürden
| Platz | Athletin           | Land | Zeit (s) |
| ----- | ------------------ | ---- | -------- |
| 1     | Bettine Jahn       | GDR  | 7,75     |
| 2     | Kerstin Knabe      | GDR  | 7,96     |
| 3     | Tatjana Maljuwanez | URS  | 8,07     |
| 4     | Ginka Sagortschewa | BUL  | 8,08     |
| 5     | Ulrike Denk        | FRG  | 8,20     |
| 6     | Edith Oker         | FRG  | 8,21     |

Finale am 5. März

### Hochsprung
| Platz | Athletin           | Land | Höhe (m) |
| ----- | ------------------ | ---- | -------- |
| 1     | Tamara Bykowa      | URS  | 2,03     |
| 2     | Larissa Kossizyna  | URS  | 1,94     |
| 3     | Maryse Éwanjé-Épée | FRA  | 1,92     |
| 4     | Emese Béla         | HUN  | 1,90     |
| 5     | Sylvie Prenveille  | FRA  | 1,87     |
| 6     | Christine Soetewey | BEL  | 1,84     |
| 6     | Susanne Lorentzon  | SWE  | 1,84     |
| 8     | Lidija Lapajne     | YUG  | 1,84     |

Finale am 6. März

### Weitsprung
| Platz | Athletin            | Land | Weite (m) |
| ----- | ------------------- | ---- | --------- |
| 1     | Eva Murková         | TCH  | 6,77      |
| 2     | Helga Radtke        | GDR  | 6,63      |
| 3     | Heike Daute         | GDR  | 6,61      |
| 4     | Gina Ghioroaie      | ROU  | 6,53      |
| 5     | Anke Weigt          | FRG  | 6,41      |
| 6     | Zsuzsa Vanyek       | HUN  | 6,39      |
| 7     | Ludmila Jimramovská | TCH  | 6,31      |
| 8     | Jasmin Feige        | FRG  | 6,30      |

Finale am 5. März

### Kugelstoßen
| Platz | Athletin           | Land | Weite (m) |
| ----- | ------------------ | ---- | --------- |
| 1     | Helena Fibingerová | TCH  | 20,61     |
| 2     | Helma Knorscheidt  | GDR  | 20,35     |
| 3     | Zdeňka Šilhavá     | TCH  | 19,56     |
| 4     | Mihaela Loghin     | ROU  | 19,33     |
| 5     | Nunu Abaschydse    | URS  | 19,27     |
| 6     | Venissa Head       | GBR  | 17,89     |
| 7     | Simone Créantor    | FRA  | 16,29     |

Finale am 6. März